# メリー・ロレッタ・ダージス

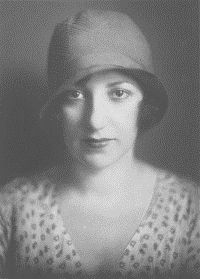
メリー・ロレッタ・ダージス

メリー・ロレッタ・ダージス（Mary Loretta Dardis、1876年6月1日 - 1947年12月31日）は、日本の医学者野口英世の妻。アメリカ人。

## 年譜
1876年6月1日、アメリカ合衆国ペンシルベニア州スクラントンにて炭鉱労働者の父アンドルー・ダージス、母フランセスの長女として生まれる。ダージス家はアイルランド系移民であった。
ハイスクール卒業後、ニューヨーク市に移り、ニューヨークのレストラン（一説には、酒場）でロックフェラー医学研究所の野口英世と意気投合。1911年4月10日にメリーは英世と結婚。夫、野口英世は基礎医学の分野で数々の業績をあげ世界的な名声を得て、ノーベル生理学・医学賞にノミネートされる。
1928年（昭和3年）5月21日、英世がアフリカのアクラ（当時はイギリス領。現在はガーナ共和国の首都）で黄熱病によって死去した後も、医学博士野口英世未亡人として慎みをもって余生を過ごし、1947年12月31日、ニューヨーク市にて動脈血栓のため亡くなった。71歳。墓所は英世と同じニューヨーク市ブロンクス区ウッドローン墓地にある。
英世とメリーとの間には子供はなかった。メリーは英世の死後、遺産や遺族年金のなかから日本の福島県に在住する義姉イヌに仕送りを続けた。

## 人物
優しく大らかな人柄で、英世が細菌の標本を自宅に持ち帰っても平気だったといわれる。英世はアフリカからもメリーあてに電報を送っている。